# Fresh Heir
Fresh Heir («Свежий наследник») — четырнадцатая серия двенадцатого сезона мультсериала «Гриффины». Премьерный показ состоялся 23 марта 2014 года на канале FOX.

## Сюжет
Крису хочется провести ближайшие выходные со своим отцом, но Питер не хочет этого, предпочитая рыбалке просиживание дома за телевизором или за компьютером. Лоис говорит о том, что её отец сломал себе ногу, пока катался на эскалаторе в магазине. Мать Лоис некогда приглядеть за своим мужем, поэтому она просит кого-нибудь из Гриффинов приглядеть за Пьютершмидтом. У Лоис возникает идея отправить к папе Криса, которому так скучно дома.
Времяпровождение Криса и Картера нравится обоим: они много узнают друг о друге и веселятся от души. По выздоровлении Картер привозит Криса домой и предлагает ему взять деньги, но тот отказывается, говоря о том, что ему было очень весело со своим дедушкой. Картер объявляет о том, что своим наследником он оставляет именно Криса. Вся семья недоумевает от такого выбора: Брайан предлагает пустить деньги на благотворительность, Лоис не хочет этих денег в семье, но больше всех зол на Картера Питер, который рассчитывал на эти деньги.
Лёжа в кровати с Лоис, Питер говорит о том, что надо бы подлизаться к Крису, чтобы часть денег Пьютершмидта досталась им. Лоис против, но Питер начинает проводить больше времени с Крисом. Ничто не действует, и тогда Питер решается пожениться на собственном сыне. Однако, однополые браки в США разрешены только в штате Вермонт, туда сын с отцом и отправляются.
Когда свадебные хлопоты уже позади, на саму свадьбу врываются все остальные члены семьи Гриффинов. Лоис говорит о том, что это неправильно — жениться на собственном же сыне из-за его денег. Оказывается, Крис знал, что его отец делает всё это только ради наследства, но ему понравилось, что Питер провёл с ним много времени. Поэтому, если Питер будет уделять ему больше времени, то Крис готов даже жениться на своем отце. Питеру становится стыдно, он просит прощения у Криса.
В конце эпизода рассказывается история о том, что всё же позже Питер женился на другом новом сыне, а Крис обзавёлся новым папой-мужем. Вместе они вспомнили старые времена...

## Рейтинги
- Рейтинг эпизода составил 2.2 среди возрастной группы 18-49 лет.
- Серию посмотрело порядка 4.38 миллиона человек.
- Эпизод стал самым просматриваемым в эту ночь Animation Domination на FOX, победив по количеству просмотров новые серии "Симпсонов", «Бургеры Боба» и "Американского Папаши!"[1]

## Критика
Критикам из A.V. Club эпизод не понравился, они присудили ему оценку D, говоря о том, что «создатели похоронили весьма хороший эпизод. Инцест-шутки, Питеру приходится идти на отчаянные меры, чтобы добиться любви своего сына и его денег (...) — все это можно было изложить иначе.» Он также сказал, что Сет Грин до последнего отстаивал право на существование этого эпизода, ведь здесь раскрывались «социальные проблемы брака, просто ради того, чтобы провести время со своим отцом» Критики отметили, что сейчас для «Гриффинов» наступила чёрная полоса, которая не делает сериал лучше.